# Davidsbündler
Die Davidsbündler waren ein 1833 von Robert Schumann ins Leben gerufener teils realer, teils fiktiver Künstlerkreis lebender und verstorbener Künstler. Die Lebenden trafen sich regelmäßig im Leipziger Lokal Zum Arabischen Coffe Baum. Sie nannten sich im Gegensatz zu den Philistern, die in ihren Augen die Spießbürger darstellten, Davidsbündler. In der Tradition der in dieser Zeit sehr beliebten Geheimbünde trugen alle Mitglieder Phantasienamen. Vorbild waren sicherlich die Serapionsbrüder, der Berliner Freundeskreis des Schriftstellers E. T. A. Hoffmann.

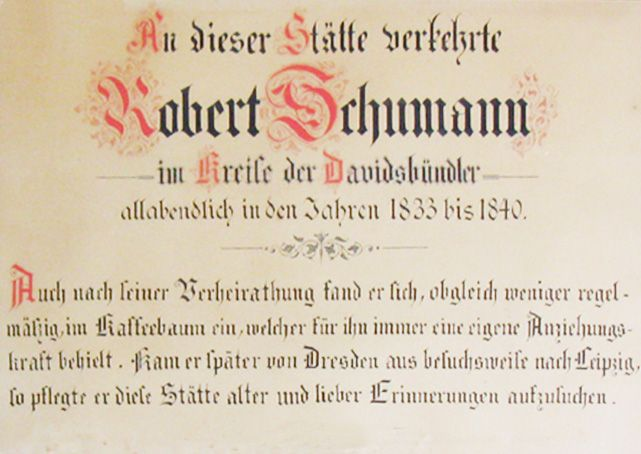
Erinnerungsblatt an Schumanns Besuche im Kaffeebaum

Der Name Davidsbündler erscheint bereits in Schumanns erstem musikalischen Essay Die Davidsbündler, den er im Dezember 1833 in Karl Herloßsohns Zeitschrift Der Komet herausgab. Der Erzähler fantasiert hier von einem „Papiergeschnitzel“, das von einem „scharfen, schiefnasigen Schwedenkopf“ aus dem Fenster geworfen wurde. Auf der Rückseite eines Blattes steht: „Finder! Zu Gutem und Großem bist du erkoren! Davidsbündler sollst Du werden, die Geheimnisse des Bundes der Welt übersetzen, d. i. des Bundes, der da todtschlagen soll die Philister, musikalische und sonstige! Hier weißt du alles – handle nun! Ordne jedoch keineswegs kleinstädtisch, sondern gib’s recht kraus und verrückt. / Meister Raro, Florestan, Eusebius, Friedrich, Bg., St., Hf., Knif, Balkentreter an St. Georg.“ Die Fortsetzung dieser „Davidsbündler“-Fantasien findet sich dann in der Neuen Zeitschrift für Musik (NZfM), die Schumann im April 1834 gründete.
Robert Schumann, der bedeutendste Davidsbündler, nannte sich des Öfteren Jeanquirit oder Julius. Eine große Rolle spielten Schumanns fiktive Personifikationen Florestan und Eusebius.
Schutzpatron der Davidsbündler war der biblische David, der gekrönte Sänger und Besieger des riesenhaften Philisters Goliath. Nach einem fiktiven Ausspruch Florestans war es die Aufgabe der Davidsbündler, dass sie „todtschlagen sollen die Philister, musikalische wie sonstige“. Sie verfolgten das Ziel, sich von alten, konservativen Standpunkten abzuwenden und für die künstlerischen Formen der Musik und Kunst neue Wege zu eröffnen.
Auch Personen, die an den Veranstaltungen der Davidsbündler nie teilnahmen, wurden von Schumann einbezogen und mit Phantasienamen bedacht, zum Beispiel
- Felix Mendelssohn Bartholdy (= Meritis)
- Julius Knorr (= Julius), erster Chefredakteur der NZfM
- Louis Rakemann (= Walt), Pianist
- Johann Peter Lyser (= Fritz Friedrich), Maler
- Christel (= Charitas), Schumanns Geliebte der Jahre 1831 bis 1837
- Ernestine von Fricken (= Estrella), Schumanns Verlobte der Jahre 1834/35
- Clara Wieck (= Zilia oder Chiara bzw. Chiarina), Pianistin, Komponistin und Schumanns spätere Ehefrau
- Friedrich Wieck (= Meister Raro), Claras Vater
- Sophie Kaskel (= Sarah), Pianistin
- Livia Frege (= Giulietta), Sopranistin
- Henriette Voigt geb. Kunze (= Eleonore bzw. Leonore), Pianistin, Salonière
- Henriette Grabau (= Maria), Sängerin

Schumann rechnete zudem bedeutende Komponisten der Vergangenheit zu den Davidsbündlern, so Ludwig van Beethoven und Franz Schubert. 1836 schrieb er in einem Brief an Heinrich Dorn:

„Der Davidsbund ist nur ein geistiger, romantischer … Mozart war ein ebenso großer Bündler, als es jetzt Berlioz ist.“

Der Bund und seine Mitglieder haben in Schumanns Werken immer wieder eine Rolle gespielt, beispielsweise in den Davidsbündlertänzen op. 6, im Carnaval op. 9 und in der Klaviersonate fis-Moll op. 11.